# WWE 24/7 Championship
WWE 24/7 Championship – były tytuł mistrzowski profesjonalnego wrestlingu, stworzony i promowany przez federację WWE. Obrona tytułu następowała przy zasadzie oficjalnie nazywaną "24/7 Rule" (która obowiązywała także w WWE Hardcore Championship), gdzie wrestlerzy mogli wzywać mistrzów do walki w dowolnym momencie w jakimkolwiek miejscu, dopóki był w pobliżu sędzia.

## Historia
20 maja 2019 podczas tygodniówki Raw, Mick Foley odsłonił tytuł WWE 24/7 Championship. Foley powiedział, że walczyć o ten tytuł mogą wszystkie gwiazdy ze wszystkich brandów WWE: Raw, SmackDown, 205 Live, NXT i NXT UK oraz Legendy WWE. Po odsłnięciu, Foley położył tytuł w ringu i powiedział, że kto pierwszy weżnie tytuł zostanie inauguracyjnym mistrzem. Inauguracyjnym mistrzem został Titus O’Neil, który pokonał w Scramble matchu Cedrica Alexandera, Draka Mavericka, EC3, Erica Younga, Karla Andersona, Luke’a Gallowsa, Mojo Rawleya oraz No Way Jose.
7 listopada na odcinku Raw, Nikki Cross pokonała Danę Brooke i zdobyła mistrzostwo, a potem za kulisami wyrzuciła mistrzostwo jako śmieci. 9 listopada mistrzostwo 24/7 zostało usunięte z aktywnej strony tytułów na WWE.com, co spowodowało wycofanie mistrzostwa. Po tym, jak właściciel WWE Vince McMahon przeszedł na emeryturę w lipcu 2022 roku, nowy zespół kreatywny kierowany przez Paula „Triple H” Levesque nie miał planów dotyczących tytułu i był on rzadko używany w telewizji, dopóki nie został zdezaktywowany. Według „Road Dogg” Jessego Jamesa Triple H nie widział żadnej wartości w mistrzostwie.

### Zasada 24/7

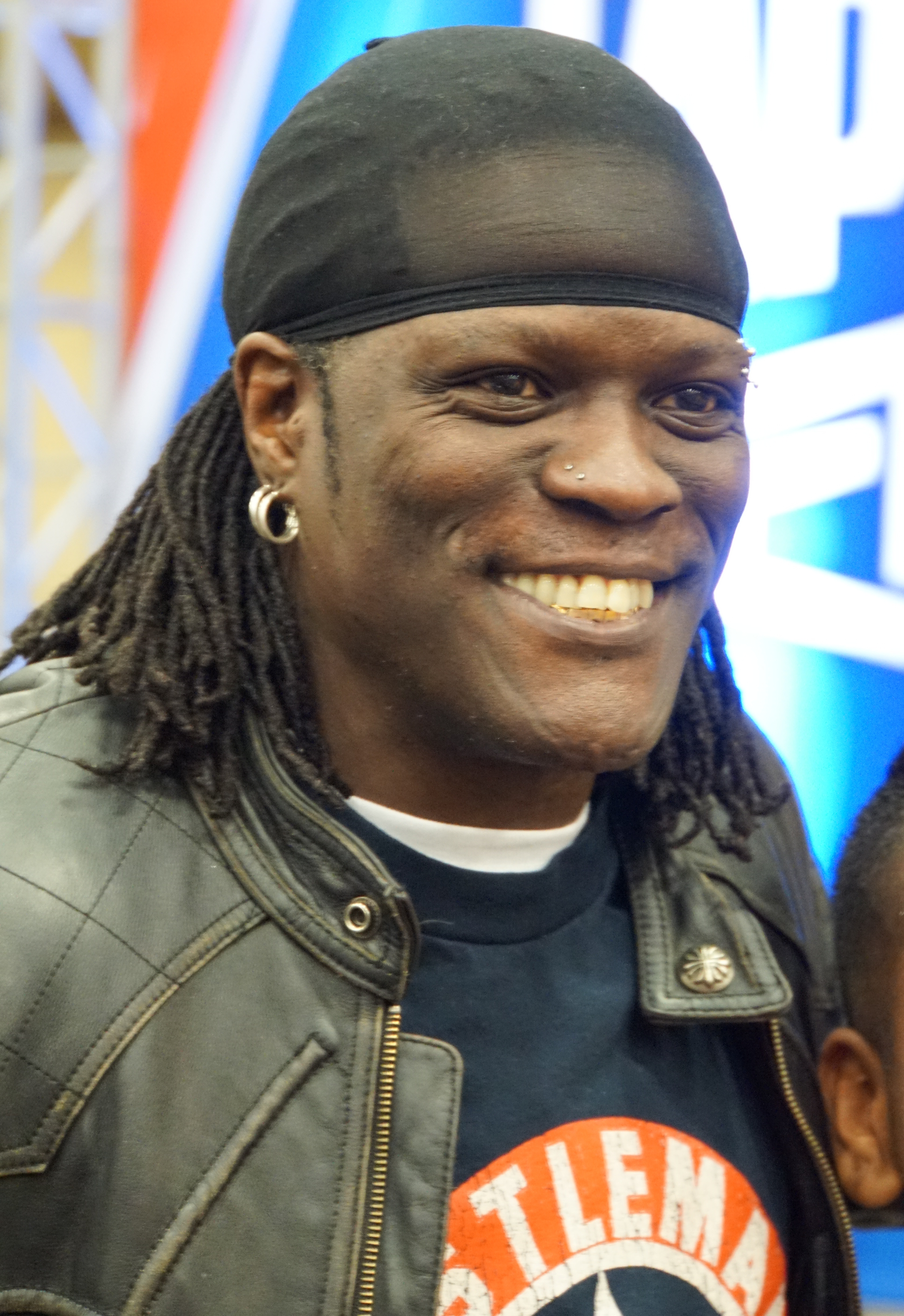
R-Truth, 53-krotny 24/7 Champion, który posiadał tytuł najwięcej razy.

Od kiedy tytuł zaczął istnieć posiada zasadę "24/7 Rule", według której tytuł mógł być broniony wszędzie, dopóki w pobliżu znajduje się sędzia. Często przekształcało się to w wiele komicznych momentów, takich jak przypięcie mistrza podczas jego snu, czy też gonitwy wokół parku w Brooklynie.
W czasie tytułu zasada 24/7 była zawieszana kilkukrotnie. Pierwszy raz taki przypadek miał 28 maja 2019 na SmackDown Live kiedy Shane McMahon zawiesił zasadę 24/7 po ustaleniu Tag Team matchu pomiędzy Romanem Reingsem i R-Truthem a Drew McIntyre’em i Eliasem. Zasada może być też zawieszona podczas ustalonego meczu o tytuł, aby zapobiec angażowaniu się innych wrestlerów. Na przykład podczas Lumberjack matchu z 4 czerwca 2019 kiedy na SmackDown Live Elias pokonał R-Trutha.
Reguła 24/7 pozwala na bicie rekordów w najkrótszym i również najliczniejszym posiadaniu tytułu w historii WWE. Wśród setek panowań, siedem kobiet zdobyły 24/7 Championship, a były to Kelly Kelly, Candice Michelle, Alundra Blayze, Maria Kanellis, Carmella, Tamina i Dana Brooke, Tag team którym był The Revival (Scott Dawson i Dash Wilder) oraz było trzynastu mistrzów którzy nie byli wrestlerami: Sportscaster Fox Rob Stone, producent muzyczny Marshmello, starszy account manager Michael Giaccio, kierowca w serii wyścigowej NASCAR Kyle Busch, spiker Raw Mike Rome, zawodnik NFL Rob Gronkowski, osobowość radiowa oraz panelista pre-show Peter Rosenberg, były zawodnik NFL Doug Flutie, Portorykański raper Bad Bunny, komentatorzy WWE Corey Graves i Byron Saxton oraz sędziowie WWE Shawn Bennett i Eddie Orengo.

## Wygląd pasa mistrzowskiego
Pas mistrzowski został po raz pierwszy zaprezentowany przez Micka Foleya 20 maja 2019. Na zielonym skórzanym pasie znajdują się trzy złote blaszki. Na środkowej ukazany jest napis "24/7" (24 i 7 jest napisane na zielono). Na górze środkowej blaszki jest logo WWE. Słowo "Champion" jest napisane wzdłuż krawędzi dolnej połowy środkowej blaszki. Dwie boczne blaszki są w kształcie prostokąta. Przeciwnie do większości tytułów WWE boczne blaszki nie są zmieniane na logo posiadacza z powodu że niektóre panowania nie trwały nawet 1 dnia.

## Panowania
WWE 24/7 Championship zostało zaprezentowane w WWE w 2019. W historii było 57 mistrzów, 202 oficjalnie uznawane panowania i 3 nieuznawanych panowań na oficjalnej historii tytułu na WWE.com. Pierwszym mistrzem był Titus O’Neil, zaś najdłużej panującym mistrzem był Reggie, który posiadał tytuł przez 112 dni. Rekord całkowitego najdłuższego panowania posiadał R-Truth, w sumie 425 dni (WWE uznaje 415 dni). R-Truth był także rekordzistą w ilości panowań jako mistrz – zdobył tytuł 54 razy (WWE uznaje 53 razy). Najkrócej tytuł posiadał Tucker – oficjalny czas wynosił 4 sekundy. Najmłodszym mistrzem był Bad Bunny, który zdobył tytuł w wieku 26 lat, zaś najstarszym był Pat Patterson, który wygrał go w wieku 78 lat.